# 伍孟昌
伍孟昌（1911年—2006年10月6日），笔名孟昌，曾用名伍梦窗，广东人，毕业于复旦大学外国文学系，中国共产党党员，中国大陆翻译家。

## 生平
1911年，伍孟昌出生在广东省新宁县（今台山市）。
1932年，伍孟昌加入左翼作家联盟。
1935年，伍孟昌毕业于上海复旦大学外国文学系。
1936年，伍孟昌开始发表作品。
1952年，伍孟昌加入中国作家协会。
2006年，伍孟昌逝世于北京。

## 家庭
伍孟昌儿子伍永光。

## 作品
伍孟昌主要是翻译俄罗斯作家高尔基的作品。
- 《高尔基全集》
- 《巴黎的秘密》（欧仁·苏）
- 《美国人在日本》（库尔冈诺夫）
- 《捷克斯洛伐克》（梅德韦杰夫）

## 奖项
- 1995年，鲁迅文学奖之全国优秀文学翻译彩虹奖荣誉奖。
- 2004年，中国翻译协会“资深翻译家”荣誉称号。[2]